# Imperatrica Marija
L'Imperatrica Marija (in russo Императрица Мария) fu una corazzata della Voenno Morskoj Flot Rossijskoj Imperii russa, prima unità dell'omonima classe; entrata in servizio nel giugno del 1915, prese parte alla prima guerra mondiale inquadrata nella Flotta del Mar Nero, finendo infine affondata il 20 ottobre 1916 nel porto di Sebastopoli a causa di una accidentale esplosione interna.

## Storia

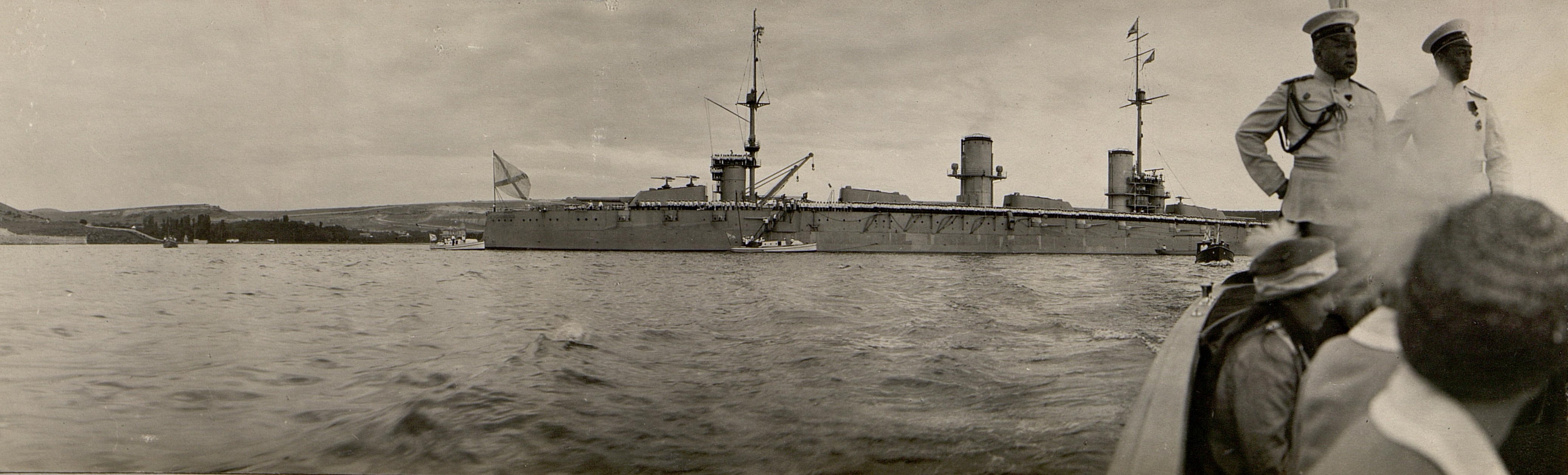
La nave nel porto di Sebastopoli, in una foto panoramica del 27 maggio 1916, mentre viene ispezionata dalla famiglia imperiale dei Romanov. La granduchessa Anastasia è ben visibile a destra.

Impostata nei cantieri navali di Nikolaev il 30 ottobre 1911, la nave fu varata il 19 ottobre 1913 con il nome di Imperatrica Marija ("Imperatrice Maria"), in onore dell'imperatrice russa Marija Fëdorovna; la nave entrò poi in servizio il 10 giugno 1915, prima unità di tipo dreadnought ad operare con la marina russa nel Mar Nero. Trasferita a Sebastopoli il 13 luglio 1915, la nave iniziò subito ad operare con la Flotta del Mar Nero contro le unità tedesche ed ottomane attive nel bacino; in particolare la Imperatrica Marija e le sue due gemelle (l'Imperatrica Ekaterina Velikaja e la Imperator Aleksandr III) erano necessarie ai russi per contrastare l'incrociatore da battaglia tedesco SMS Goeben, l'unità più moderna a disposizione degli Imperi Centrali nel Mar Nero e singolarmente più forte delle altre corazzate pre-dreadnought a disposizione della flotta russa, che si era rifugiata a Istanbul per sfuggire alla caccia della Mediterranean Fleet britannica ed era stata formalmente trasferita alla flotta turca pur mantenendo equipaggio tedesco.
Il 1º ottobre 1915 l'Imperatrica Marijaa fornì protezione ed appoggio alla squadra di corazzate russe impegnata nel bombardamento del porto ottomano di Zonguldak; il 27 ottobre seguente svolse un incarico analogo durante il bombardamento del porto bulgaro di Varna. Il 4 aprile 1916, durante un pattugliamento, la nave intercettò l'incrociatore leggero ex-tedesco SMS Breslau, il quale tuttavia riuscì a disimpegnarsi grazie alla sua maggiore velocità; tre mesi dopo l'Imperatrica Marija e l'Imperatrica Ekaterina Velikaja presero il mare nel tentativo di agganciare la Goeben, al rientro da una missione di bombardamento del porto di Tuapse, ma l'intercettazione non riuscì. Il 22 luglio 1916 l'Imperatrica Marija intercettò nuovamente la Breslau, al rientro da una missione di minamento davanti Novorossiysk: l'incrociatore subì un lungo cannoneggiamento da parte della corazzata, ma riuscì ad allontanarsi con pochi danni grazie ai nuovi impianti per la diffusione di nebbia artificiale da poco installati.

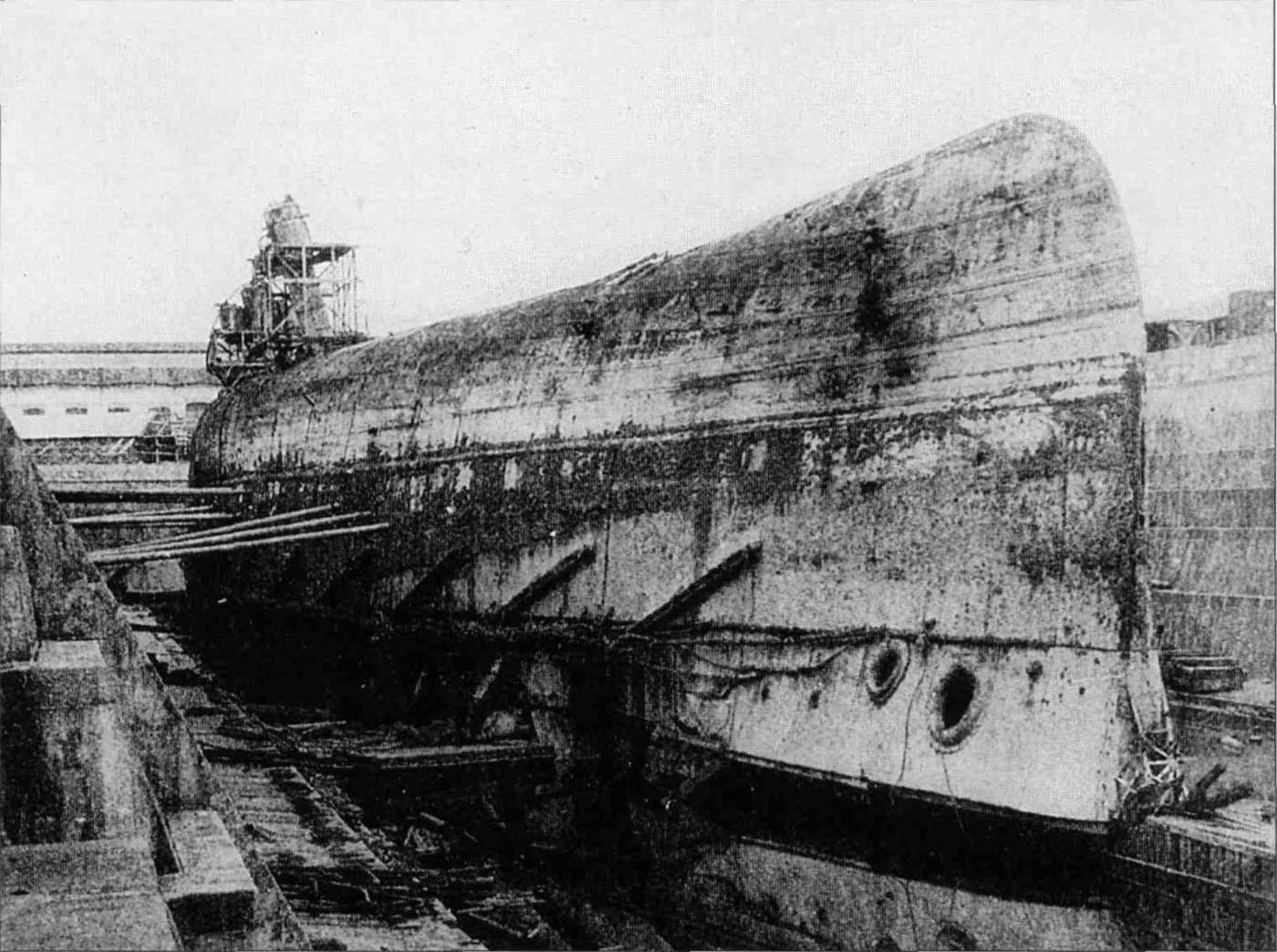
Lo scafo della corazzata nel 1919, ancora capovolto nel bacino di carenaggio dove fu sistemato dopo l'affondamento

La mattina del 20 ottobre 1916, mentre la nave si trovava all'ancora nel porto di Sebastopoli, un incendio si sviluppò nella polveriera anteriore: nonostante gli sforzi dell'equipaggio per spegnerlo, l'incendio provocò un'esplosione che danneggiò gravemente la nave, sebbene l'allagamento del deposito delle munizioni anteriore ad opera del sottufficiale (mic'man in russo) meccanico Ignat'ev evitò che l'intera corazzata saltasse in aria. Circa quaranta minuti dopo la prima esplosione, una seconda detonazione avvenne in prossimità del deposito dei siluri; lo scoppio distrusse le paratie stagne ed aprì uno squarcio nella scafo: l'Imperatrica Marija iniziò ad affondare di prua, e nel giro di pochi minuti di capovolse e sprofondò sott'acqua, trascinando con sé 228 membri dell'equipaggio. Indagini successive esclusero il sabotaggio, indicando come causa dell'esplosione l'autocombustione accidentale del propellente a base di nitrocellulosa delle munizioni.
Grazie ad una complessa operazione di salvataggio, lo scafo della nave fu riportato a galla il 18 maggio 1918 e, sempre capovolto, fu trasferito nel bacino di carenaggio settentrionale di Sebastopoli il 31 maggio seguente; il caos della fine della prima guerra mondiale e della da poco iniziata guerra civile russa impedirono l'inizio dei lavori di riparazione, e l'unico intervento eseguito fu la rimozione di alcuni dei cannoni secondari da 130 mm per un loro impiego a terra. Nel 1923 i blocchi di legno che sorreggevano lo scafo iniziarono a marcire, e la nave fu quindi spostata dal bacino dove si trovava ed affondata in acque basse; il 21 novembre 1925 il nuovo governo sovietico autorizzò la demolizione dello scafo, iniziata poi nel 1926. Due delle torri dell'artiglieria principale, fuoriuscite dallo scafo quando la nave si era capovolta, furono recuperate a parte ed installate come fortificazioni a terra, partecipando all'assedio di Sebastopoli nel corso della seconda guerra mondiale.